# Budî, Cernihiv
Budî (în ucraineană Буди) este o comună în raionul Cernihiv, regiunea Cernihiv, Ucraina, formată numai din satul de reședință.

## Demografie
Componența lingvistică a comunei Budî
     Ucraineană (100%)
Conform recensământului din 2001, toată populația comunei Budî era vorbitoare de ucraineană (100%).